# Dimtu
Dimtu (en guèze : ዲምቱ), aussi Wolaita Dimtu (en guèze : ወላይታ ዲምቱ) et Bilate Tena (en guèze : ብላቴ ጤና), est une ville du centre-sud de l'Éthiopie.
Certains auteurs mentionnent la ville sous le nom de Bilate Tena dans leurs livres et journaux,. Parmi eux, Getahun Garedew Wodaje, ancien responsable du Bureau de l'éducation de la région des nations, nationalités et peuples du Sud, et ministre d'État au ministère de l'Éducation depuis 2020, est l'antérieur. Dans le livre Local Adaptation Practices in Response to Climate Change in the Bilate River Basin, Southern Ethiopia, il a utilisé ces deux noms, Dimtu et Bilate Tena, de manière similaire,.

## Géographie
Dimtu est établie a une altitude comprise entre 1 000 et 1 600 mètres.

## Histoire
La ville faisait partie de l'ancien woreda de Damot Weydie de la zone de Wolayita, près du woreda de Sodo Zuria. Elle est maintenant rattachée au woreda de Diguna Fango.